# Georg Wilhelm Braun
Georg Wilhelm Braun (* 11. August 1834 in Bad Hersfeld; † 31. August 1909 ebenda) war Bürgermeister in Bad Hersfeld und Abgeordneter des Provinziallandtages der Provinz Hessen-Nassau.

## Leben
Georg Wilhelm Braun war der Sohn des Färbers Bernhard Braun und dessen Gemahlin Sophie Braun. Er war von 1880 bis 1896 Bürgermeister in der Festspielstadt Bad Hersfeld und wurde 1892 Abgeordneter des Kurhessischen Kommunallandtages des Regierungsbezirks Kassel und aus dessen Mitte zum Abgeordneten des Provinziallandtages der Provinz Hessen-Nassau gewählt. Braun war in verschiedenen
Parlamentsausschüssen tätig und blieb bis 1907 in seinen Ämtern.